# 分類廣告

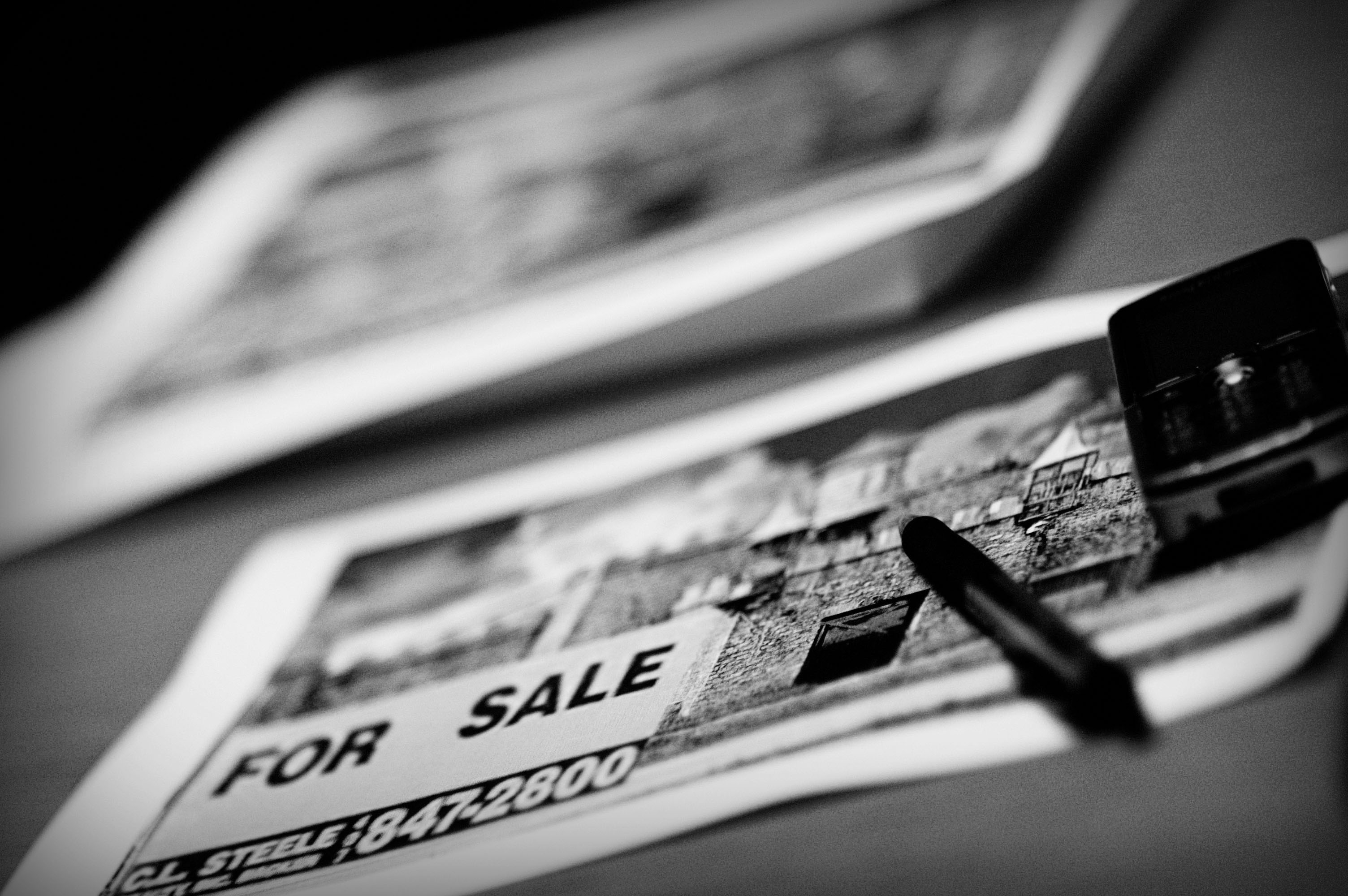
一篇分類廣告

分類廣告，是一種常見於報紙及期刊的廣告模式。分類廣告由多個小型廣告組成，並分門別類刊出，而這些小型廣告多數是由個人及小型公司刊登。可刊登項目包含：各類人事、房地產租售、法院公告、政府公告、遺失、各類啟事、祭祀公告、招標買賣、工商加盟、商業廣告。